# Paul Cezanne
Paul Cezanne vagy Paul Cézanne (Aix-en-Provence, 1839. január 19. – Aix-en-Provence, 1906. október 22.) francia festő, a 19. századi festészeti irányzatokat radikálisan átalakító, a modernizmust megelőlegező posztimpresszionizmus jeles alakja.

## Élete

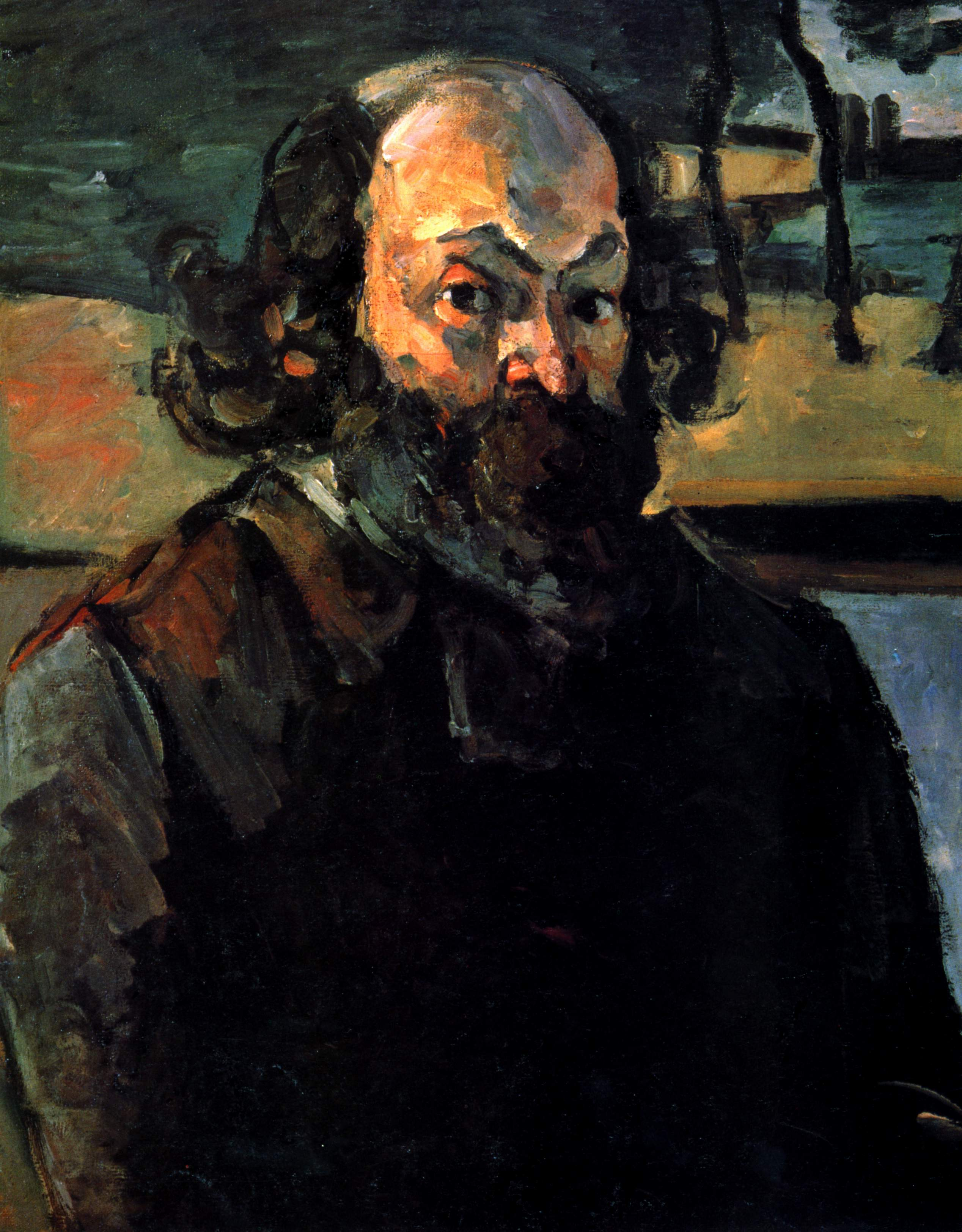
Önarcképe (1875 k.)

Jómódú provanszál polgári családban, egy aix-en-provence-i bankár gyermekeként született. A Collège Bourbon előadásait látogatva ismeretséget kötött Émile Zolával, majd megkezdte jogi tanulmányait az Aix-i Egyetemen. Ezzel párhuzamosan 1857-től órákat vett egy rajziskolában, és az apja által vásárolt Jas de Bouffan villában berendezte első műtermét (ennek falait díszítette Ingres szignójával „aláhamisított”, híres parodisztikus kompozícióival). Zola buzdítására 1861-ben Párizsba ment, ahol részt vett a Suisse Akadémia (Académie Suisse) művészeti képzésében, de néhány hónap után visszatért szülőföldjére, Provence-ba. Időközben jogi pályára lépett, de 1862 novemberében munkáját feladva ismét a fővárosba költözött. A Suisse Akadémia műtermében dolgozva ismerkedett meg Camille Pissarróval, Pierre-Auguste Renoirral, Claude Monet-val és Alfred Sisley-vel. Felvételi kérelmét a Szépművészeti Iskolába (École des beaux-arts) heves vérmérsékletére hivatkozva elutasították.

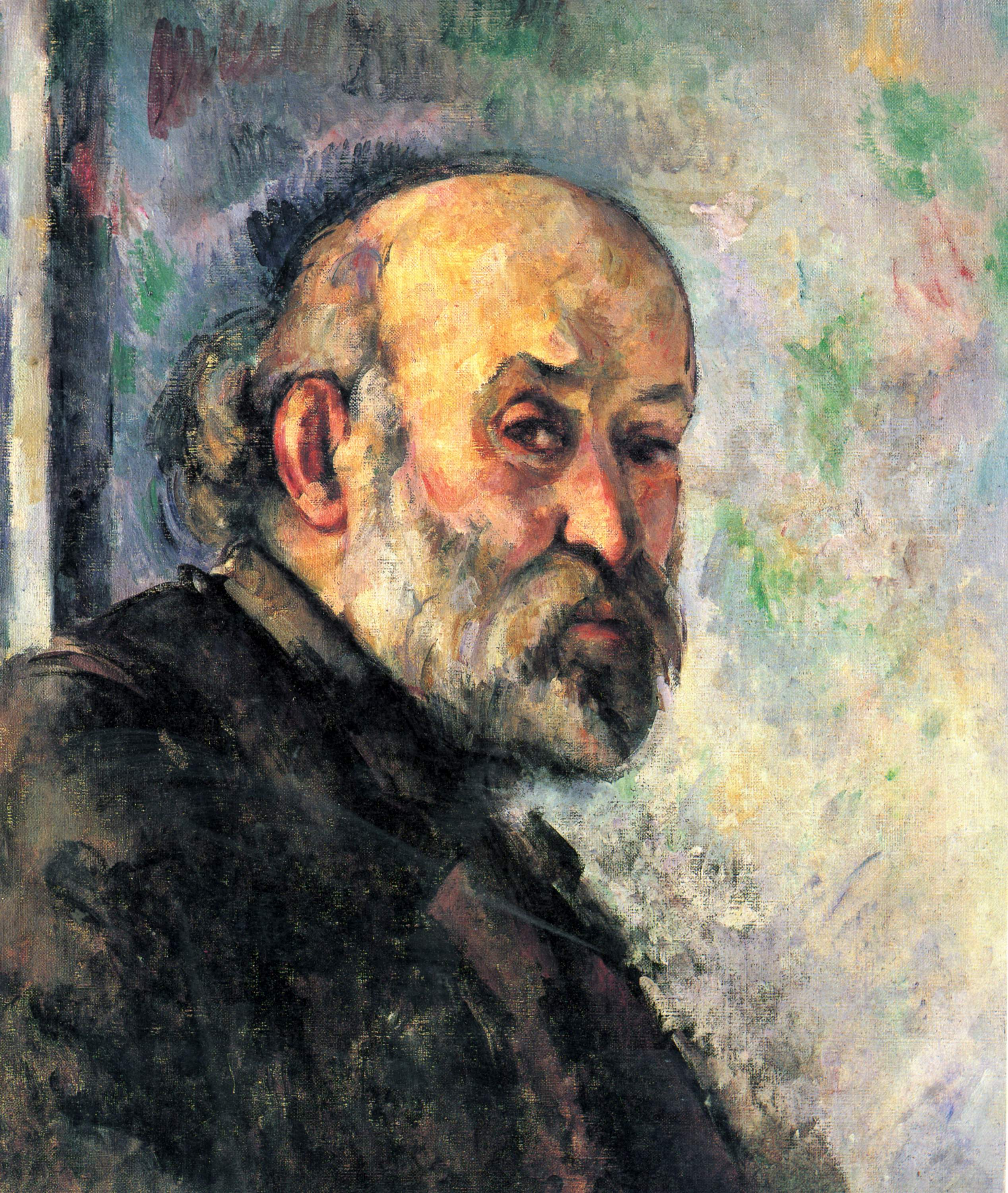
Önarcképe (1895 k.)

1872-ben Pissarróval együtt az Île-de-France-i Auvers-sur-Oise-ba költözött, ahol festéssel töltötték idejüket, és ismeretséget kötöttek Vincent van Gogh-gal. Az impresszionisták 1874-ben rendezték meg első, botrányosra sikeredett közös kiállításukat a fotográfus Nadar műtermében, amelyen Cezanne három festménnyel jelent meg (Egy modern Olimpia, Az akasztott ember háza, Auvers-i táj). A közönség értetlenül és elképedve fogadta Cezanne műveit, ezért csak a harmadik impresszionisták rendezte kiállításon, 1877-ben jelent meg ismét publikum előtt, ezúttal már tizenhat képével. A kritikusok többsége azonban ismét támadta művészetét, így végül 1882-ben visszatért Provence-ba. Előbb Marseille egyik kikötőnegyedében, Estaque-ban telepedett le, majd 1885-ben egy szülővárosa melletti faluba, Gardanne-ba költözött. Itt kezdte festeni a később közel nyolcvan képet magában foglaló Montagne Sainte-Victoire-ciklust.

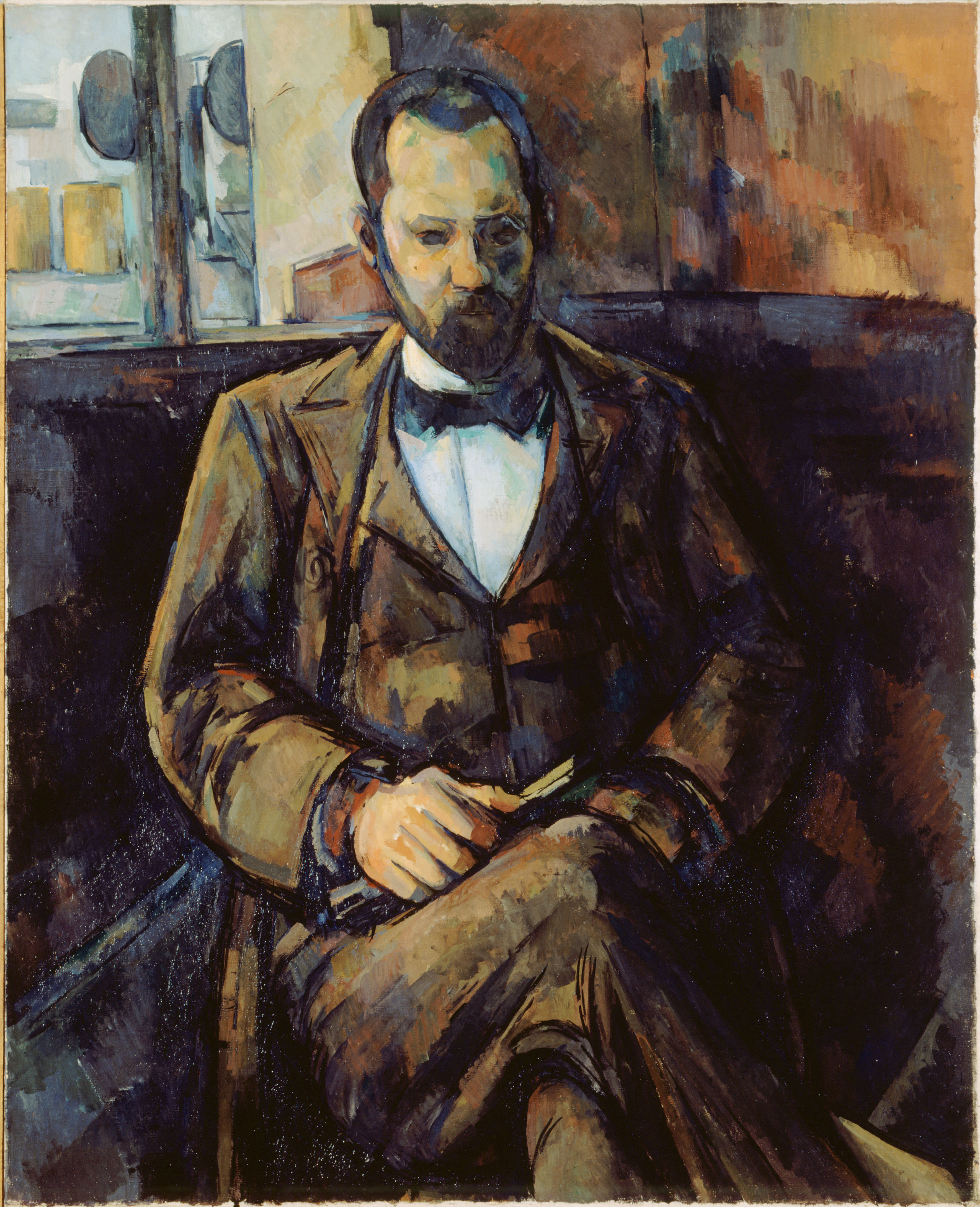
Paul Cezanne
Ambroise Vollard portréja

1869-ben ismerkedett meg Hortense Fiquet-vel, akitől egy fiúgyermeke született. Kapcsolatát Cezanne végig titkolta édesapja elől, és csak annak halála után, 1886-ban vette feleségül Hortense-t. Bár anyagi helyzete bizonytalan volt, apja halálával számottevő vagyont örökölt, ami biztosította számára a szabad alkotás lehetőségét. 
1890-ben már a Húszakkal közösen állították ki műveit Brüsszelben, de Cézanne első személyes tárlatát csak 1895-ben rendezte meg a műkereskedő Ambroise Vollard, miután megvásárolta közel kétszáz festményét. A nagyközönség ugyan továbbra is hűvösen fogadta műveit, ezzel párhuzamosan viszont kivívta magának a művészvilág megbecsülését. Nevét hamarosan szárnyára kapta a világhír, képei sikereket arattak. 

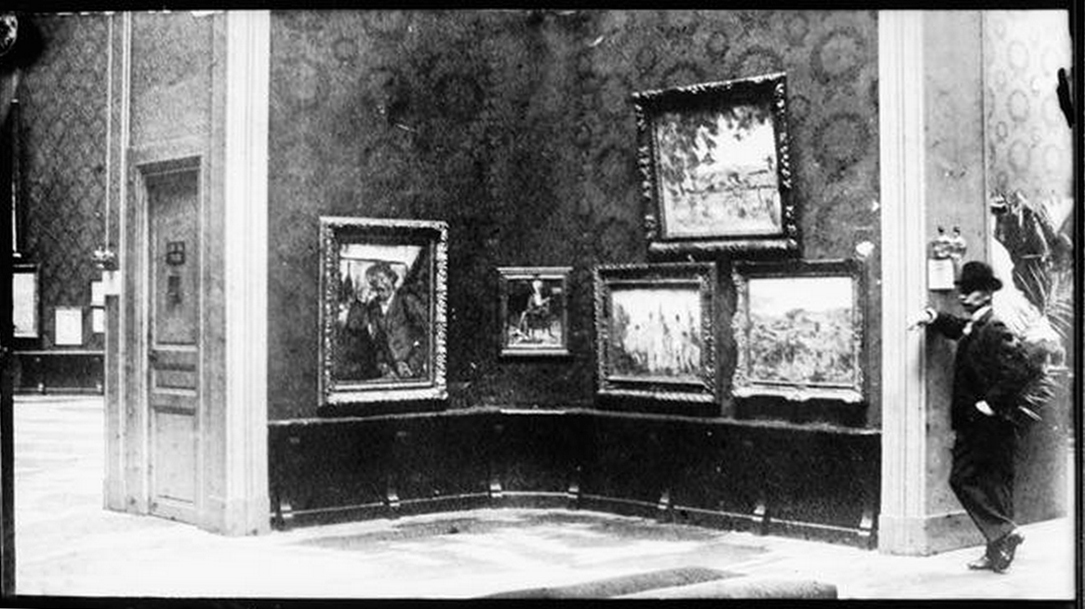
Párizsi Őszi Szalon 1904
Cezanne terem, Ambroise Vollard

1896-tól 1899-ig Párizsban a Villa des Arts egyik műteremlakásában élt és alkotott. Itt festette meg Ambroise Vollard portréját, melyhez Vollard száztizenöt alkalommal állt modellt. Ugyanabban a műteremben 1901-től Francis Picabia, majd 1954-től Nicolas Schöffer, a kibernetikus művészet megteremtője dolgozott.
1901-ben Aix peremén felépíttette nagy műtermét, a Les Lauves-t. 
Az 1904-es Őszi Szalon egyik termét Paul Cezanne-nak szentelték a kiállítás rendezői. A művész harmincegy alkotása volt látható, köztük különféle portrék, önarcképek, csendéletek, tájképek és fürdőzőket ábrázóló festmények (katalógus 106. oldal). Sok műalkotás Ambroise Vollard gyűjteményéből származott, így a festmények mellett Cezanne által készített fényképek is (Nr. 2045-2047), melyek a fotó szekcióban voltak kiállítva.
Sikereit nem élvezhette sokáig, életének hatvannyolcadik évében tüdőgyulladásban halt meg.

## Munkássága
Ifjúkori művészetére nagy hatással voltak Eugène Delacroix és Gustave Courbet művei; rajzai és festményei ekkor váltak kifejezőbbé, de a később védjegyévé váló szenvedélyes, elnagyolt ecsetkezelés, ugyanakkor a határozott, kemény megjelenítés már ekkor jellemezték munkáit (Kék váza, 1857; Tannhäuser-nyitány, 1866–1867; Reggeli a szabadban, 1869 k.).
Az 1870-es évektől impresszionista kortársai hatottak művészetére, színei könnyedebbek és érzékletesebbek lettek, de a cezanne-i szigort ezek ellenére is érvényesíteni tudta képein. Auvers-i és provance-i tájképein a meleg színek és a hideg árnyékok tónusváltakozása ötvöződik helyenként az impresszionistákra jellemző fényárral (A marseille-i öböl, 1885).
Az „aix-i remete”-ként is emlegetett Cezanne ábrázolásmódja az 1880-as évek második felére érte el művészi csúcspontját, ekkor készültek legismertebb képei (A komód, 1887; Húshagyókedd, 1888; Kártyázók-ciklus, 1892–1895; Nagy fürdőzők-ciklus, befejezetlen, 1898–1906).
Bár színkezelése az impresszionistákéval rokonítja művészetét, képszerkesztési elveiket azonban elvetette: a körülvevő valóság nem oldódik fel a színkavalkádban, sőt, annak ellenére a témát, a teret alkotó formák és tömegek geometrikus szigorral jelennek meg kevéssé részletező képein. Ezzel a látványszerkesztési elvvel Cezanne döntő hatást gyakorolt a 20. századi fauve-ok festőcsoportjára, az expresszionistákra és a kubistákra.

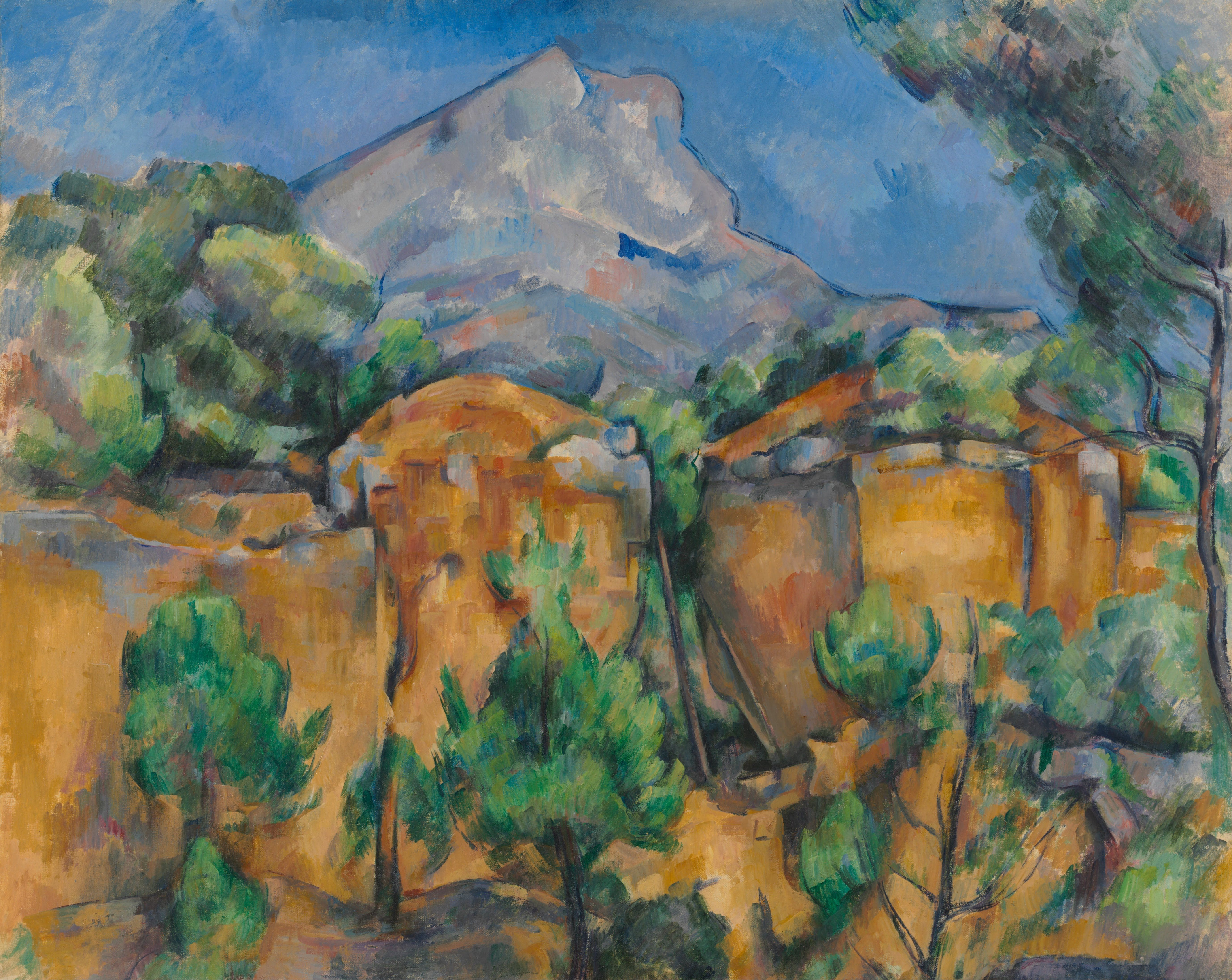
Montagne Sainte-Victoire (1891)
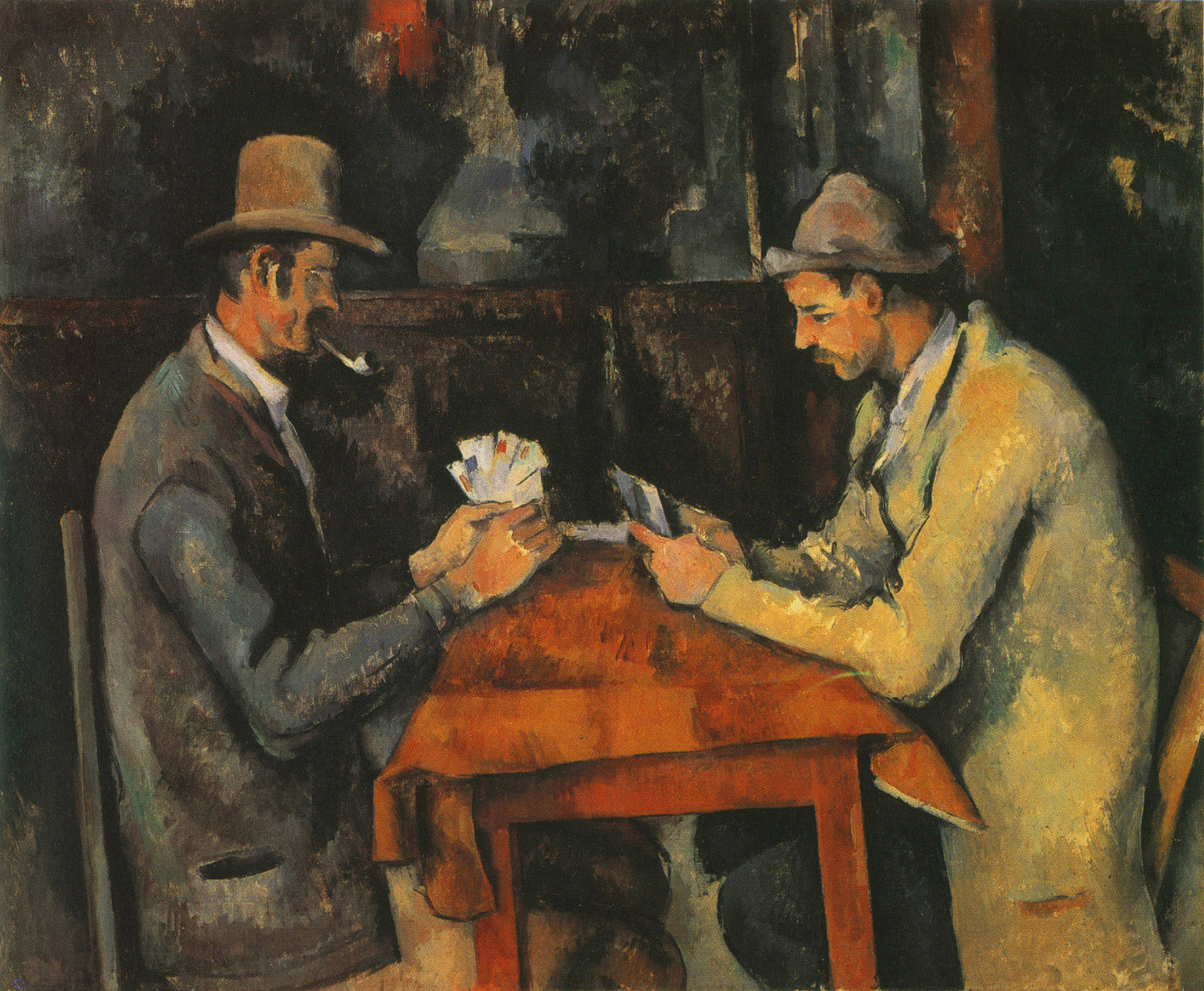
Kártyázók (1895)
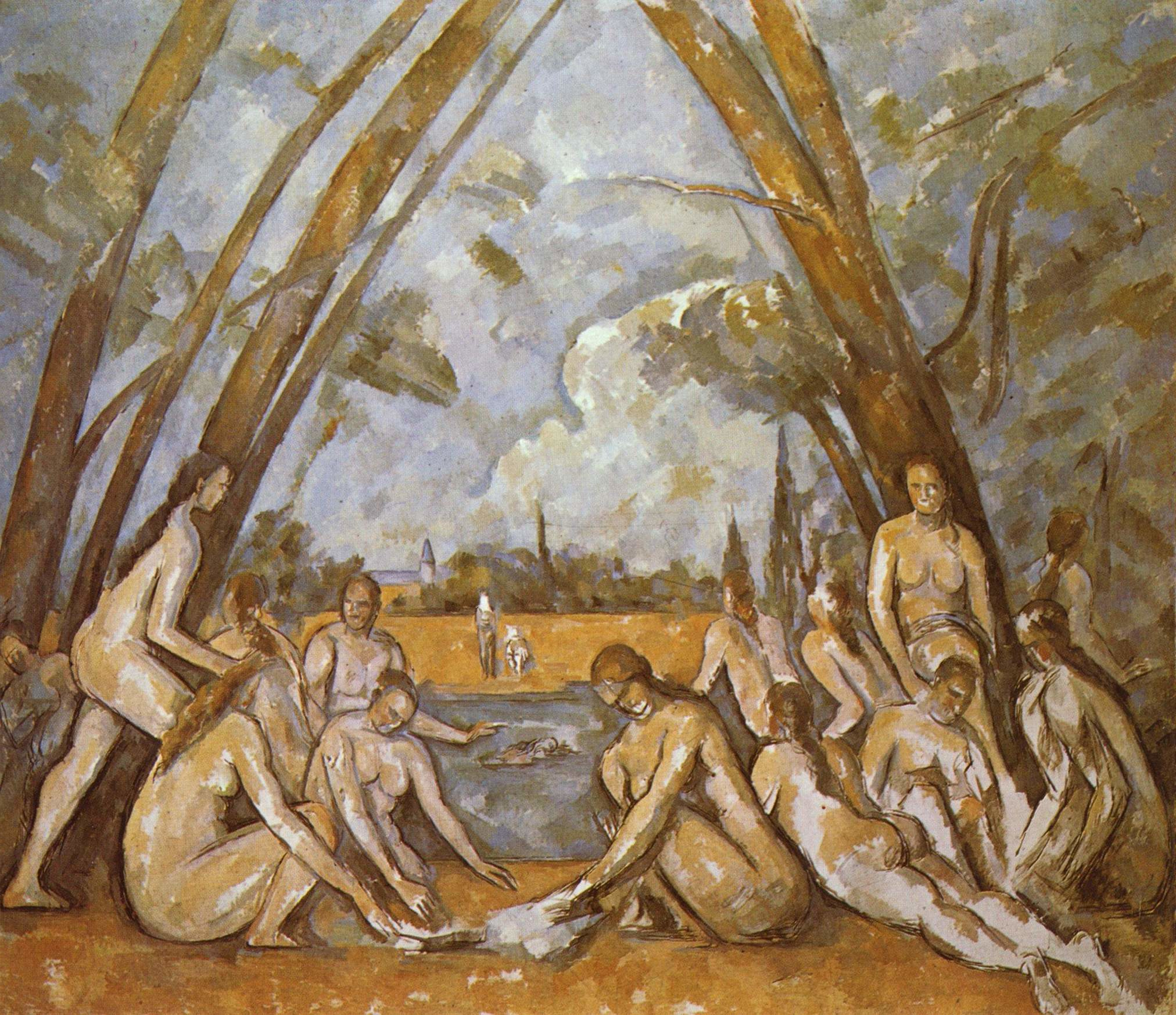
Nagy fürdőzők (1900–1905)
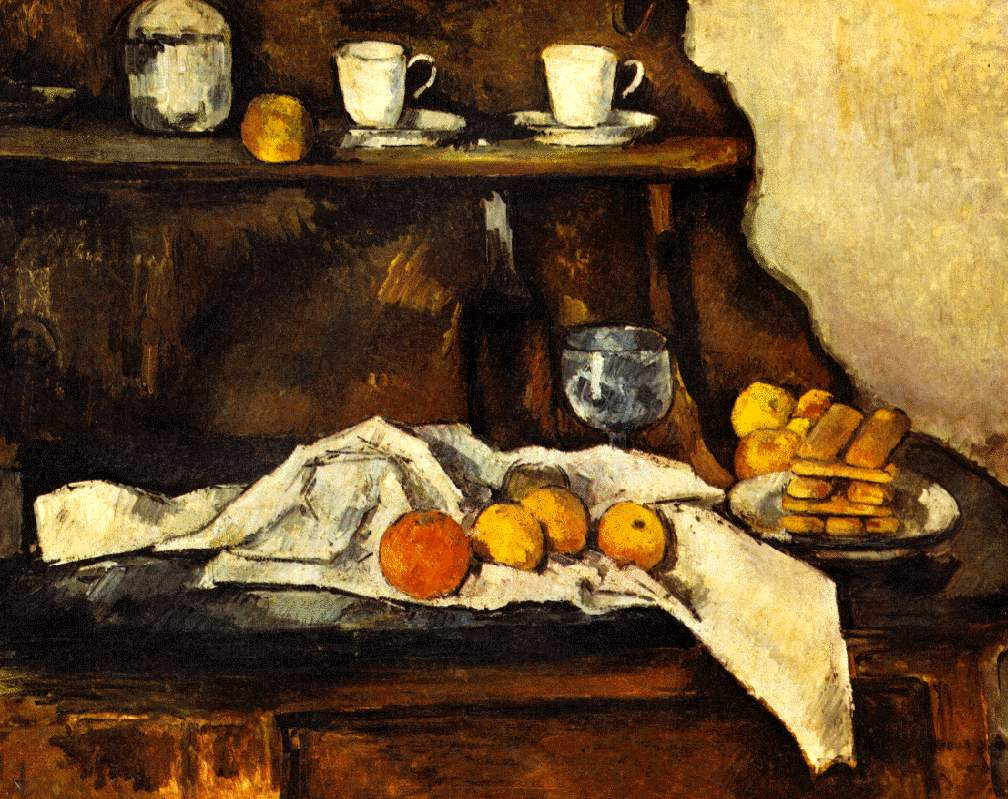
Cezanne a Szépművészeti Múzeumban: Csendélet
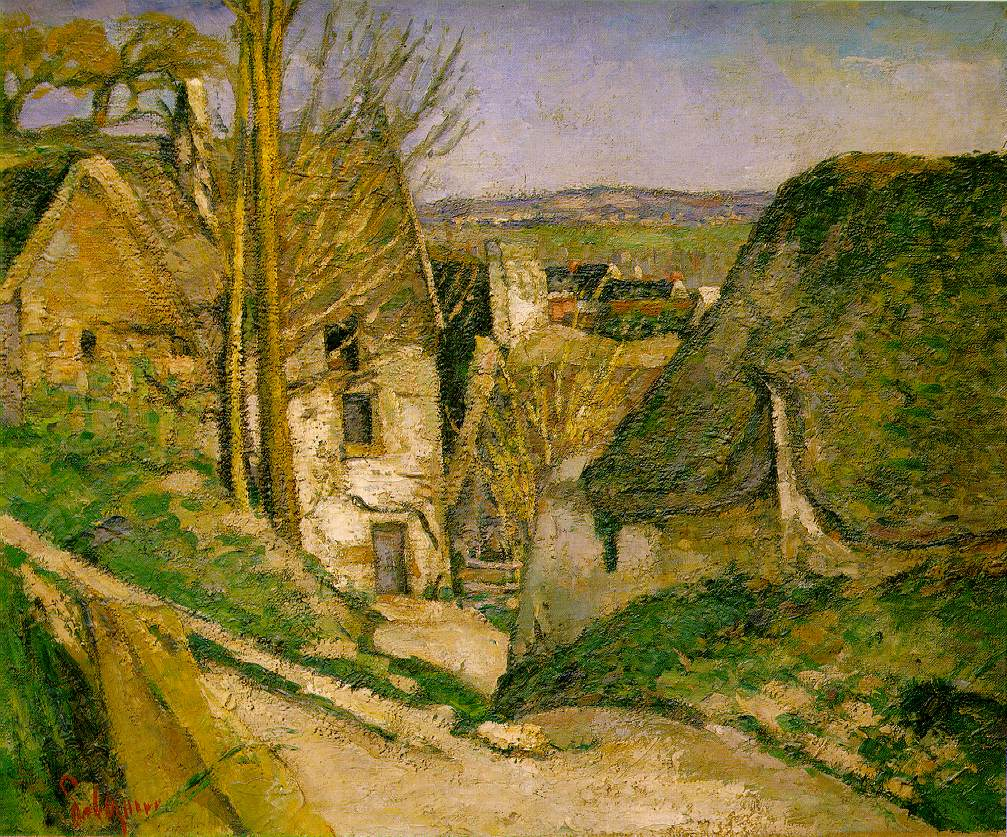
Az akasztott ember háza (1873)

Legfrissebb magyarországi kiállítása 2021. október 29-én nyílt meg a Szépművészeti Múzeumban Cezanne-tól Malevicsig. Árkádiától az absztrakcióig címmel.